# الدوري الأمريكي لكرة السلة للمحترفين 2014–15
الدوري الأمريكي لكرة السلة للمحترفين 2014–15 (بالإنجليزية: 2014–15 NBA season)‏ هو الموسم 69 من  الرابطة الوطنية لكرة السلة. أقيم خلال الفترة 28 أكتوبر 2014 وحتى 16 يونيو 2015، وأشرف على تنظيمه الرابطة الوطنية لكرة السلة.